# SN 2002S
SN 2002S – supernowa odkryta 9 stycznia 2002 roku w galaktyce A043737-0132. W momencie odkrycia miała maksymalną jasność 23,10m.